# Río Myjava
El río Myjava es un río afluente del Morova que nace en Nová Lhota, Moravia y que recorre la parte occidental de Eslovaquia y una pequeña parte de Chequia.
Nace en la zona de los Cárpatos Blancos y atraviesa la frontera dirección sur entre Chequia y Eslovaquia antes de llegar a la localidad de Myjava, Trenčín (Eslovaquia), dónde se encuentran las colinas de Myjava.
A lo largo de su recorrido, atraviesa las localidades de Sobotište adentrándose en la zona baja de Záhorie donde sigue el curso hacia el sur hasta llegar a Jablonica desviándose por el noroeste a Senica hasta desembocar en el Morava, cerca de Kúty.